# Cephalotettix
Cephalotettix is een geslacht van rechtvleugeligen uit de familie veldsprinkhanen (Acrididae). De wetenschappelijke naam van dit geslacht is voor het eerst geldig gepubliceerd in 1897 door Scudder.

## Soorten
Het geslacht Cephalotettix omvat de volgende soorten:
- Cephalotettix chinantecus Fontana, Buzzetti & Mariño-Pérez, 2011
- Cephalotettix pilosus Stål, 1878